# Kim Ir-sen
Kim Ir-sen (z ruské transkripce Ким Ир Сен; korejsky 김일성 Kim Il-sung, původním jménem Kim Song-džu, 15. dubna 1912 – 8. července 1994), byl korejský politik a zakladatel Severní Koreje, které vládl od založení země v roce 1948 až do své smrti v roce 1994. V letech 1948 až 1972 zastával post premiéra a v letech 1972 až 1994 prezidenta. V letech 1949 až 1994 byl předsedou Korejské strany práce (v letech 1949 až 1966 byl jejím předsedou a po roce 1966 generálním tajemníkem). K moci se dostal po skončení japonské nadvlády v roce 1945 a v roce 1950 schválil invazi do Jižní Koreje, což vyvolalo intervenci na obranu Jižní Koreje Spojenými státy. Po vojenském patu v korejské válce bylo 27. července 1953 podepsáno příměří. Byl třetí nejdéle sloužící nekrálovskou hlavou státu / vlády ve 20. století, v úřadu působil více než 45 let.
Pod jeho vedením byla Severní Korea založena jako socialistický stát s centrálně plánovanou ekonomikou. Měla úzké politické a hospodářské vztahy se Sovětským svazem. Koncem padesátých a během 60. a 70. let se Severní Korea těšila vyšší životní úrovni než jih, který trpěl politickým chaosem a ekonomickými krizemi. Situace se obrátila v roce 1980, kdy se nově stabilní Jižní Korea stala ekonomickou velmocí, která byla poháněna japonskými a americkými investicemi, vojenskou pomocí a vnitřním ekonomickým rozvojem, zatímco Severní Korea stagnovala a pak ve stejném období klesala. Mezi Severní Koreou a Sovětským svazem se objevily rozdíly; Hlavním z nich byla Kim Ir-senova filozofie čučche, která se zaměřovala na korejský nacionalismus, soběstačnost a socialismus. Navzdory tomu země obdržela finanční prostředky, dotace a pomoc od SSSR a východního bloku až do rozpadu SSSR v roce 1991. Výsledná ztráta ekonomické pomoci nepříznivě ovlivnila ekonomiku Severu a přispěla k rozsáhlému hladomoru v roce 1994. Během tohoto období Severní Korea také zůstala kritická k přítomnosti obranných sil Spojených států v regionu, které považovala za imperialistické, když se v roce 1968 zmocnila americké lodi USS Pueblo, která byla součástí infiltrační a podvratné kampaně s cílem znovu sjednotit poloostrov pod vládou Severní Koreje. Kim přežil své spojence Josifa Stalina o čtyři desetiletí a Mao Ce-tunga o téměř dvě desetiletí a zůstal u moci během funkčního období šesti jihokorejských prezidentů a deseti amerických prezidentů. Známý jako Velký vůdce (Suryong), založil kult osobnosti, který dominuje domácí politice v Severní Koreji.
Na 6. sjezdu KSP v roce 1980 byl jeho nejstarší syn Kim Čong-il zvolen členem prezidia a zvolen jeho nástupcem. Kim Ir-senovy narozeniny jsou v Severní Koreji státním svátkem nazývaným "Den slunce". V roce 1998, čtyři roky po své smrti, byl Kim Ir-sen prohlášen za "věčného prezidenta republiky".

## Život
Narodil se 15. dubna 1912 ve vesnici Mangjŏngde poblíž Pchjongjangu (od roku 1959 část pchjongjangského obvodu Mangjŏngdägujŏk), ačkoli ve svých pamětech napsal, že se narodil v nedaleké čtvrti Chilgol. Od roku 1924 pobýval v Mandžusku, kde se poprvé seznámil s myšlenkami marxismu a komunismu. Od roku 1931 byl členem Komunistické strany Číny a v rámci její armády podporované Kominternou se od poloviny 30. let účastnil protijaponského boje. V roce 1935 se stal politickým komisařem (politrukem) skupiny čítající 100 až 200 mužů. Ve stejném roce přijal jméno Kim Ir-sen (tj. Kim „dosáhnout slunce“). Během druhé světové války působil jako velitel korejských partyzánů bojujících proti japonské nadvládě. V roce 1940 po střetech s Japonci prchá se zbylými partyzány do Sovětského svazu. Zde je poslán do tábora Vjatskoje nedaleko Chabarovska, kde jsou korejští komunističtí partyzáni vyškoleni Sověty. Jeho první žena Kim Čŏng-suk mu v Chabarovském kraji porodila nejstaršího syna Kim Čong-ila (* 16. února 1941, podle severokorejských zdrojů 16. února 1942 – 17. prosince 2011).

### Vůdce Severní Koreje

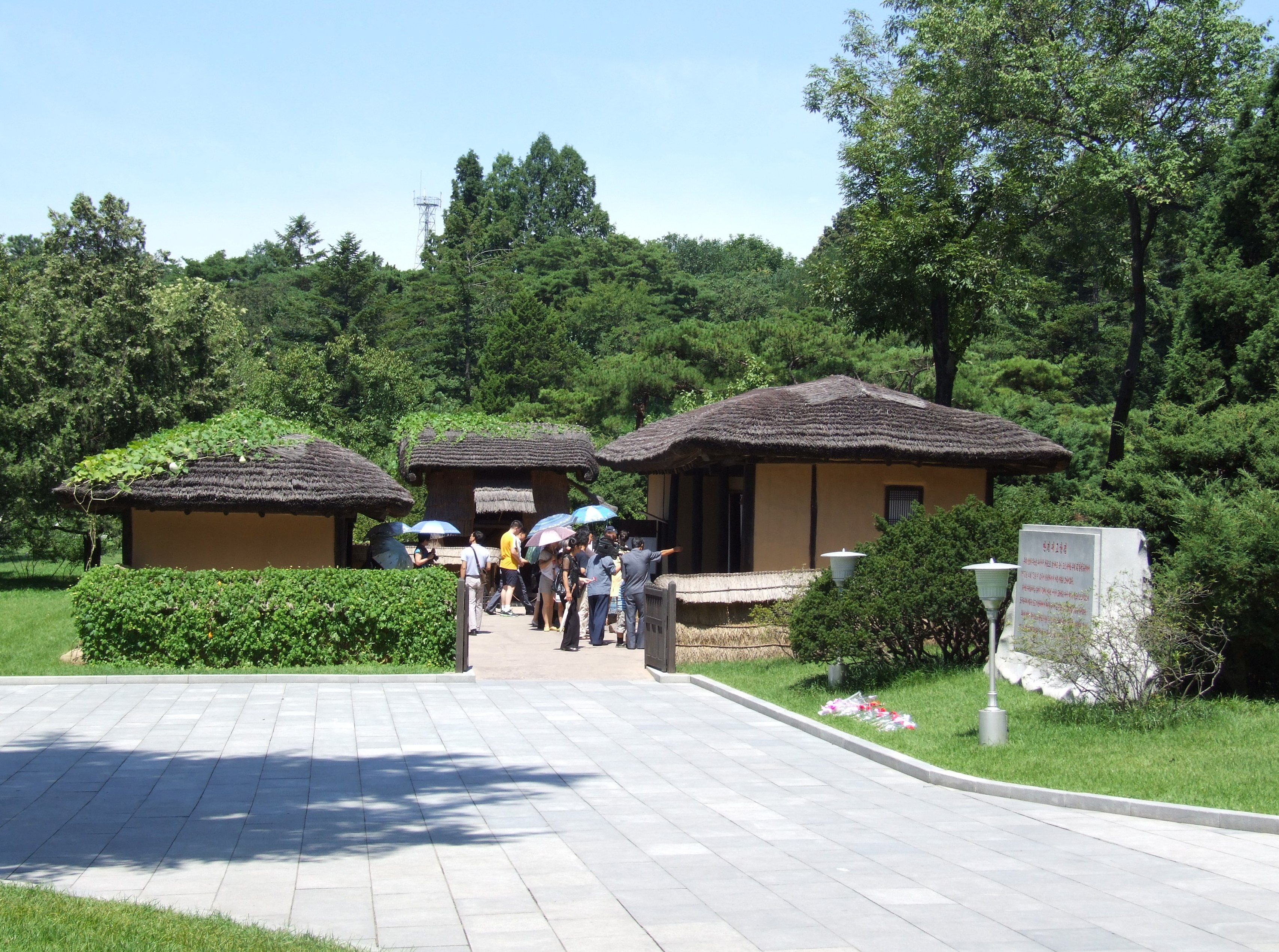
Rodný dům Kim Ir-sena v městské čtvrti Mangjŏngde.

Kim Ir-sen stál v čele Severní Koreje od roku 1946 až do své smrti. Po vzniku Strany práce Severní Koreje (Čosŏn) v roce 1946 se stal jejím místopředsedou. V únoru 1946 byl vybrán za předsedu Prozatímního lidového výboru, fakticky fungujícího jako severokorejská vláda, a roku 1949 se stal také předsedou Korejské strany práce, která vznikla sloučením s jihokorejským protějškem - Dělnickou stranou Jižní Koreje.
V roce 1947 Valné shromáždění OSN zřídilo Dočasnou komisi OSN pro Koreu (UNTCOK) a pověřilo ji dohledem nad průběhem svobodných, demokratických voleb. Sovětský svaz však komisi označil za ilegální a sovětská okupační správa odmítla její členy vpustit na severokorejské území. Demokratické volby pod dohledem mezinárodního společenství se tedy 10. května 1948 uskutečnily pouze na jihu poloostrova, kde žily dvě třetiny populace. Zvolení poslanci přijali ústavu Korejské republiky, zvolili prezidenta Li Syn-mana (I Sung-mana) a u příležitosti třetího výročí osvobození Koreje 15. srpna oficiálně Korejskou republiku vyhlásili. V prosinci 1948 uznalo Valné shromáždění OSN její vládu za jedinou legitimní vládu v Koreji. Mezitím sovětské a severokorejské orgány oznámily, že se v zemi 25. srpna uskutečnily volby, v nichž 99 % obyvatel hlasovalo pro jednotnou kandidátku tzv. demokratické fronty, a 9. září 1948 byla vyhlášena Korejská lidově demokratická republika v čele s Kim Ir-senem jako předsedou vlády. Hlavním cílem Severní Koreje bylo sjednocení celé Koreje pod komunistickou vládu.

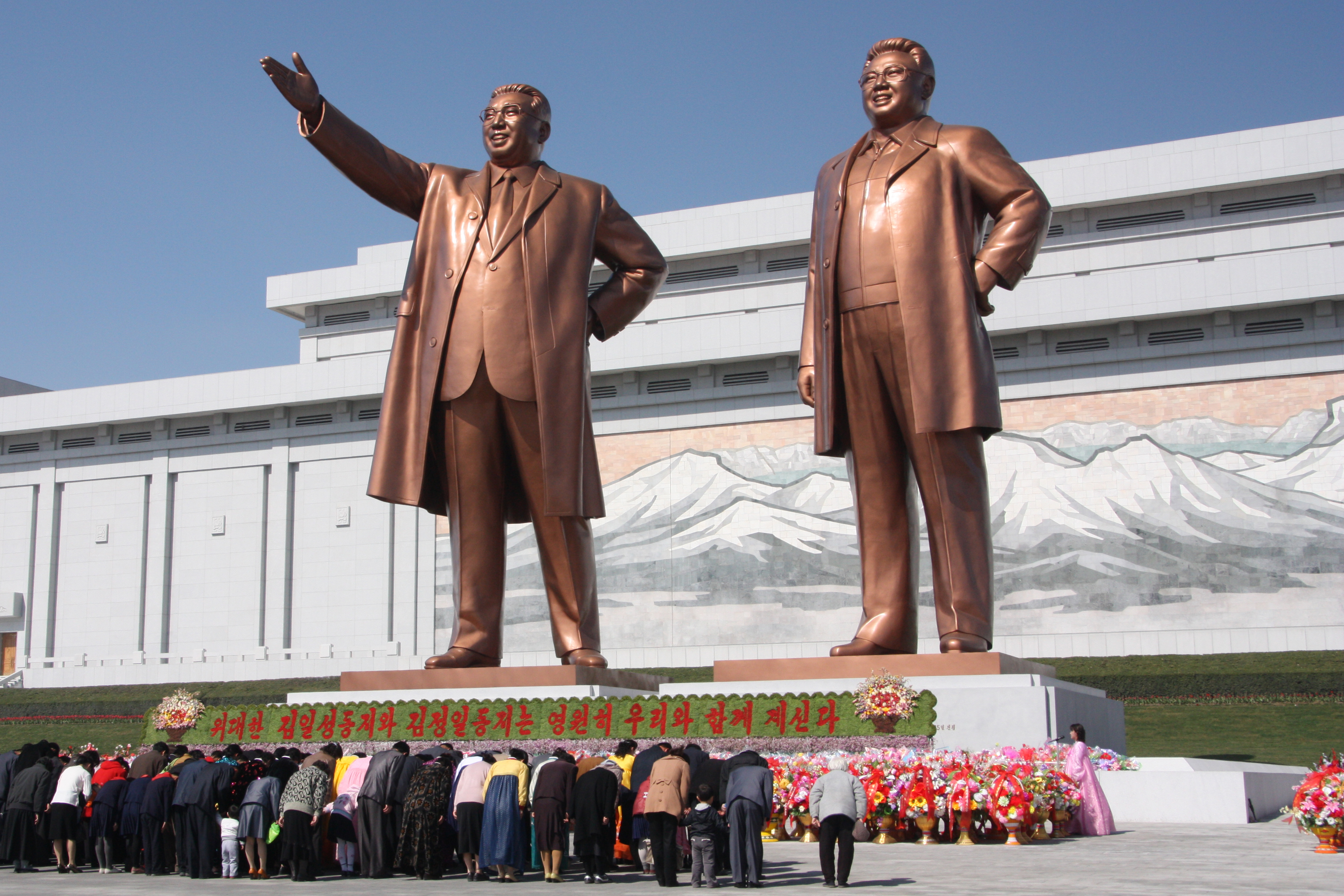
Velký památník Mansudae

Okamžitě po založení státu začal Kim Ir-sen vyjednávat s hlavními komunistickými vůdci své doby, Stalinem a Mao Ce-tungem, o napadení Korejské republiky.
V průběhu korejské války a v dekádě po jejím skončení Kim Ir-sen a jeho skupina zlikvidovali všechny oponenty, zakázali náboženství a kampaní čchŏllima od roku 1958 začali decimovat hodnotový systém severokorejského obyvatelstva. V období let 1945–1958 nechal zavraždit, popravit nebo uvěznit všechny významné osobnosti, včetně představitelů náboženských obcí v zemi a proti všem věřícím zavedl tvrdé represe. Došlo k nejhoršímu tažení proti křesťanům ve 20. století. Do té doby tvořili křesťané 13 % z celkového počtu obyvatel a Pchjongjang byl kdysi nazýván „Jeruzalém Východu“. V duchovním vakuu, které nastalo, zavedl monolitický myšlenkový systém Čučche.
V roce 1956 odmítl při jednání s Nikitou Chruščovem v Moskvě přijmout program destalinizace. Během tohoto pobytu umírnění komunisté v KLDR plánovali svržení Kim Ir-sena, které skončilo neúspěšně. Kim Ir-sen byl o této události informován a při návratu z Moskvy nechal všechny své odpůrce odstranit, čímž si posílil svou pozici ve vedení strany. Zbylí umírnění komunisté uprchli do Sovětského svazu.

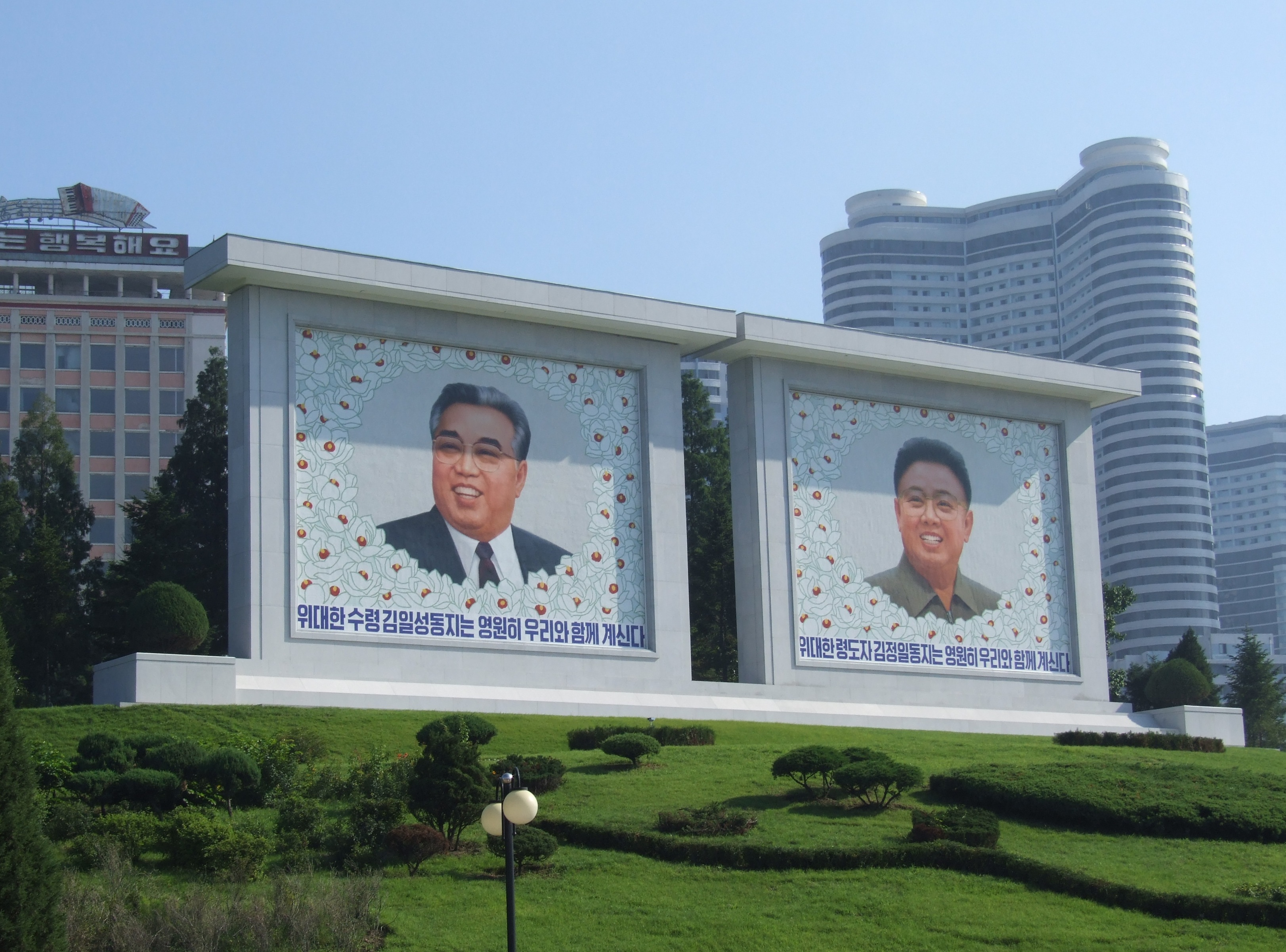
Kult osobnosti nejvyšších vůdců je součástí každého obyvatele KLDR.

Roku 1972 byla vydána nová ústava, a Kim Ir-sen usedl do nově zřízené funkce prezidenta. Jeho mandát měl pětileté cykly − každých 5 let byl opětovně volen. Po jeho smrti mu byl přiznán titul věčný prezident a funkce "pozemského" prezidenta byla z ústavy vypuštěna.
Svá poslední léta dožíval Kim Ir-sen v atomovém krytu [zdroj⁠?!], protože se v době rozpadu komunistického bloku ve střední a východní Evropě obával o své postavení. Dnes je jeho tělo uloženo v mauzoleu.

## Zajímavosti
Na jeho počest byla roku 1946 složena národní pochodová píseň "Píseň generála Kim Ir-sena" (korejsky: 김일성장군의 노래; anglicky: Song of General Kim Il Sung), kterou každodenně začíná vysílání severokorejské státní televize. Kromě toho bývá užívána při významných událostech.
Byl vychováván v duchu křesťanství a učil se hrát na varhany presbyteriánského kostela.
V roce 1984 navštívil Československo.

## Díla
Kim Ir-sen byl autorem mnoha děl. Podle severokorejských zdrojů se jedná o přibližně 10 800 projevů, zpráv, knih, pojednání a dalších.  Některé, jako například 100svazková Kompletní sbírka děl Kim Ir-sena (김일성전집), vydává nakladatelství Korejské strany pracujících.  Krátce před svou smrtí vydal osmidílnou autobiografii Vzpomínky: Se stoletím.
Podle oficiálních severokorejských zdrojů byl Kim Ir-sen původním autorem mnoha her a oper.  Jedna z nich, revoluční divadelní opera s názvem Květinová dívka, byla v roce 1972 adaptována do podoby celovečerního filmu z místní produkce.

## Díla vydaná v českém jazyce
KIM, Ir-sen. Velká osvobozenecká válka korejského lidu za svobodu a nezávislost. Přeložila Květa MILCOVÁ. Praha: Naše vojsko, 1952. Marxismus-leninismus o válce a vojenství.
KIM, Ir-sen. Stručné dějiny revoluční činnosti soudruha Kim Ir Sena. Praha: Vydavatelství cizojazyčné literatury, 1970.